# Radywyliw

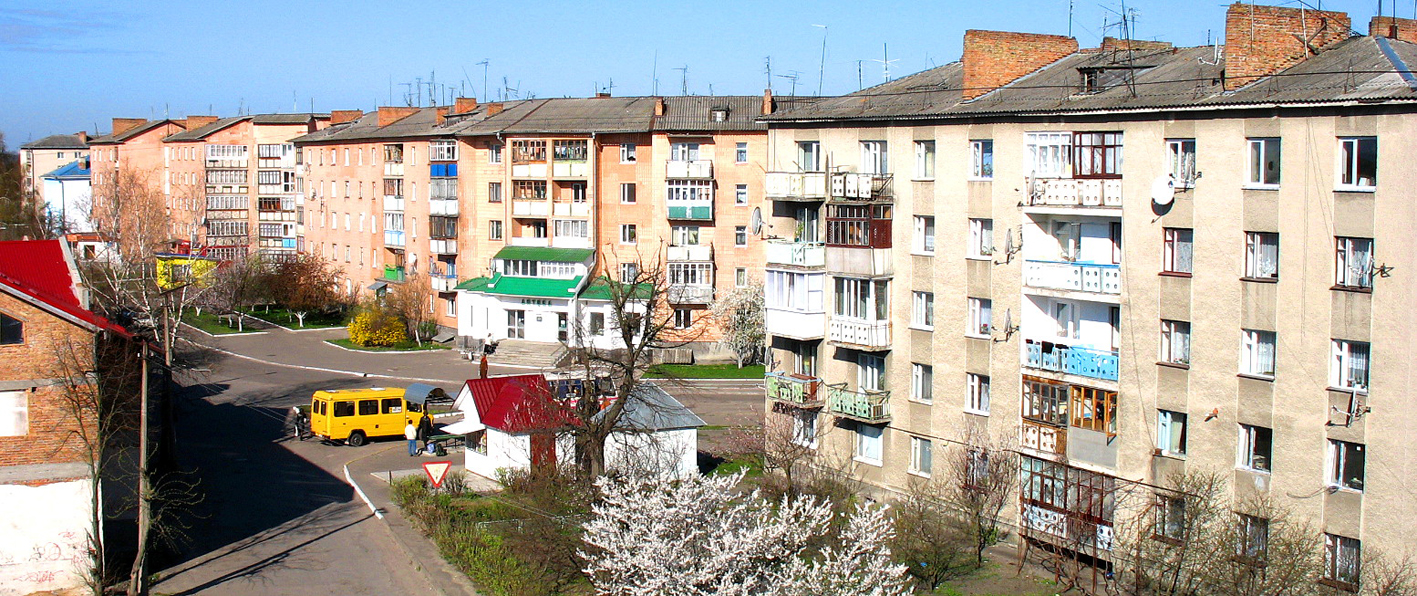
Blick ins Ortsgebiet

Radywyliw (ukrainisch Радивилів, alte Schreibweise Радзивилів Radsywyliw, 1940–93 Червоноармійськ Tscherwonoarmijsk, polnisch Radziwiłłów, russisch Радзивилов Radsiwilow) ist eine ukrainische Kleinstadt mit etwas mehr als 10.000 Einwohnern. Sie war bis Juli 2020 Hauptort eines gleichnamigen Rajons in der Oblast Riwne und befindet sich an der Schnellstraße M 06/E40 südwestlich der Bezirkshauptstadt Riwne. Radywyliw liegt 10 km von der bereits in der Oblast Lwiw liegenden Stadt Brody und 55 km von der nächstgrößeren Stadt Dubno entfernt.

## Geschichte
Erstmals erwähnt wurde Radywyliw 1564 als Besitz des aus Vilnius stammenden polnisch-litauischen Magnatengeschlechts der Radziwiłł und gehörte ursprünglich zum Großfürstentum Litauen, war aber nach der Lubliner Union von 1569 direkt dem Königreich Polen unterstellt. Die erste westliche Beschreibung der Ortschaft stammt von dem französischen Diplomaten Ulrich von Verdum aus dem Jahr 1672. Im 18. Jahrhundert ging die Stadt ins Eigentum der Malczewskis über und 1775 erbte Kajetan Miączyński Radywyliw mit seinen 146 Häusern, musste sie aber bereits 1789 an den Warschauer Bankier Karol Schultz verkaufen.
Bereits infolge der 1. Teilung Polens 1772 war Radywyliw Grenzstadt geworden, blieb selbst aber noch bis zur endgültigen Aufteilung der polnisch-litauischen Adelsrepublik 1795 polnisch. Danach war es bis zum Ende des Ersten Weltkrieges Teil des Russischen Reichs. Der Anschluss an Russland führte zu einer Aufwertung der Ortschaft, da der in Radywyliw errichtete Zollbezirk für einen großen Abschnitt entlang der russischen Westgrenze verantwortlich war. Besonders während der napoleonischen Kriege und der Kontinentalsperre profitierte Radywyliw vom intensiven Warenverkehr, der über das nur 10 km entfernte, aber bereits im österreichischen Galizien liegende Brody abgewickelt wurde, wobei ein großer Teil der Waren illegal über die Grenze transportiert wurde.
Im Zuge der Verwaltungsreformen Alexander II. wurde Radywyliw 1866 Sitz eines gleichnamigen Amtsbezirks (Wolost) im Landkreis (Ujesd) Kremenez, erlangte jedoch nicht offiziellen Stadtstatus. Als Folge des 1873 hergestellten Eisenbahnanschlusses an das internationale Schienennetz (heute Bahnstrecke Lwiw–Sdolbuniw) und einer langsam einsetzenden Industrialisierung wuchs die Bevölkerung zwischen 1870 und 1890, trotz eines verheerenden Brands 1882, von rund 2500 auf 7500 und verdoppelte sich bis 1910 noch einmal. Auf Grund der heftigen Kämpfe während des Ersten Weltkrieges und des darauf folgenden polnisch-ukrainischen sowie polnisch-sowjetischen Kriegs nahm die Bevölkerung bis 1923 auf unter 5000 Einwohner ab.
In der Zwischenkriegszeit war Radywyliw zunächst Teil der zwischen 1918 und 1920 bestehenden Ukrainischen Volksrepublik. Diese konnte ihre Hoheit über die Stadt jedoch nie wirklich durchsetzen, so dass Radywyliw bis 1939 Teil der Woiwodschaft Wolhynien innerhalb der polnischen Zweiten Republik war. Im Zuge des geheimen Zusatzprotokolls des Hitler-Stalin-Pakts vom August 1939 wurde Radywyliw von der Sowjetunion annektiert und erhält 1940 unter dem Namen Tscherwonoarmijsk (Rote-Armee-Stadt) Stadtstatus. Nach dem Überfall auf die UdSSR wurde die Stadt von der Wehrmacht am 30. Juni 1941 erobert und blieb bis 19. März 1944 von deutschen Truppen besetzt. (Die Kämpfe um die Befreiung Tscherwonoarmijsks dauerten vier Monate und zerstörten den Großteil der alten Bausubstanz der Stadt.) Bereits 1942 wurde der Großteil (ca. 3000 Personen) der jüdischen Bevölkerung der Stadt in dem nahen Ort Porochownja ermordet. Ein Teil der ukrainischen Bevölkerung schloss sich der Ukrainischen Aufstandsarmee (UPA) an. Die meisten polnischen Bewohner der Stadt wurden entweder während des Krieges (durch die UPA) oder auf Grund des Aussiedlungsabkommens zwischen der Volksrepublik Polen und der Sowjetunion nach dem Krieg vertrieben.
Nach dem Zweiten Weltkrieg wurde durch den allmählichen Zuzug ukrainischer Bauern aus dem einst jüdisch-polnisch-ukrainischen (bis 1918 durch die zaristischen Verwaltungsbeamte auch russischen) Ort eine beinahe ausschließlich ukrainische Kleinstadt. Nach der 1991 wiedererlangten Unabhängigkeit der Ukraine, kehrt Tscherwonoarmijsk am 3. März 1993 wieder zu seinem historischen Namen zurück. Es wird jedoch auf die vermeintlich ältere Form Radywyliw zurückgegriffen und nicht auf die bis 1939 übliche ukrainische Bezeichnung Radsywyliw.

## Sehenswürdigkeiten
- Die einstige römisch-katholische Maria-Schmerzens-Kirche wurde 1860 erbaut. In sowjetischer Zeit diente sie einem Sportverein. Heute untersteht sie der Orthodoxen Kirche der Ukraine.

- Die einstige russisch-orthodoxe Oleksandr Newskyj-Kirche wurde 1874 geweiht. Sie untersteht heute der Ukrainisch-Orthodoxen Kirche – Moskauer Patriarchat.

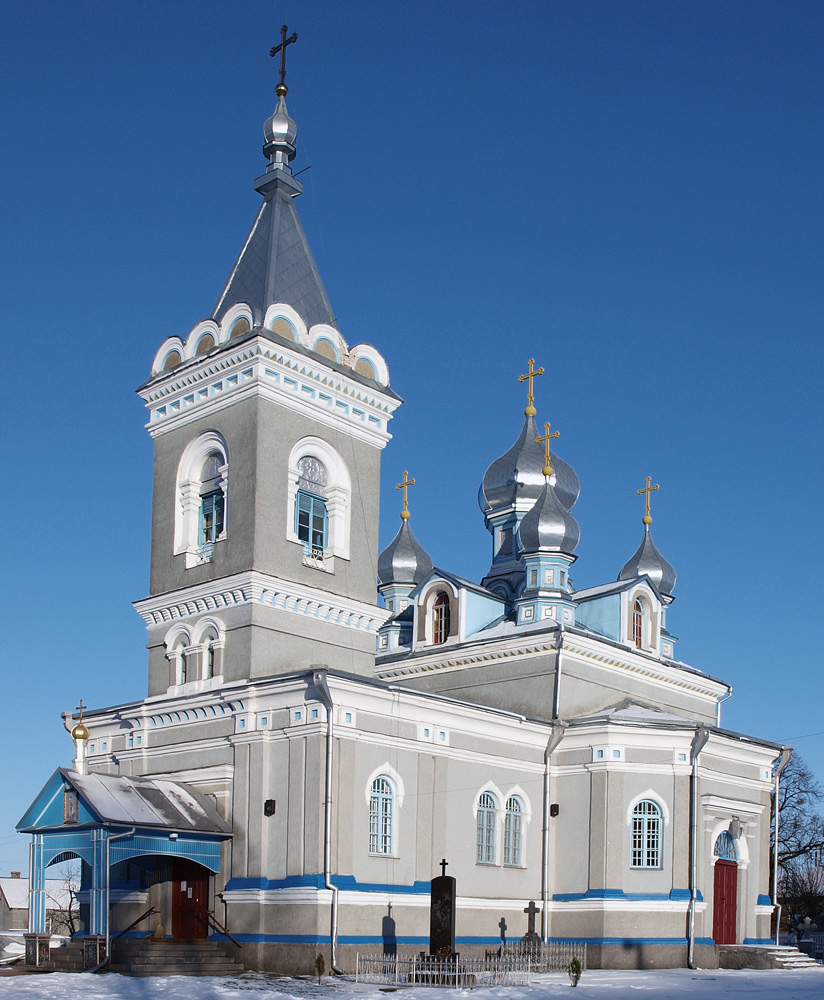
Kirche im Ort

- Die ehemalige Große Synagoge ist heute ein Kino.

- Das sowjetische Heldendenkmal mit Ehrengräbern liegt an der Stelle des ehemaligen jüdischen Friedhofs, an den noch sechs zu einem Gedenkhügel aufgeschichtete Grabsteine erinnern.

## Verwaltungsgliederung
Am 22. September 2015 wurde die Stadt zum Zentrum der neugegründeten Stadtgemeinde Radywyliw (Радивилівська міська громада/Radywyliwska miska hromada). Zu dieser zählten auch die 17 in der untenstehenden Tabelle aufgelisteten Dörfer, bis dahin bildete die Stadt die gleichnamige Stadtsratsgemeinde Radywyliw (Радивилівська міська рада/Radywyliwska miska rada) im Südwesten des Rajons Radywyliw.
Am 12. Juni 2020 kam noch die Dörfer Balky, Besodnja, Buhajiwka, Lewjatyn, Oparypsy und Sestrjatyn zum Gemeindegebiet.
Am 17. Juli 2020 wurde der Ort Teil des Rajons Dubno.
Folgende Orte sind neben dem Hauptort Radywyliw Teil der Gemeinde:
| Name                     | Name             | Name                                | Name              | Name |
| ukrainisch transkribiert | ukrainisch       | russisch                            | polnisch          |      |
| ------------------------ | ---------------- | ----------------------------------- | ----------------- | ---- |
| Adamiwka                 | Адамівка         | Адамовка (Adamowka)                 | Adamówka          |      |
| Balky                    | Балки            | Балки (Balki)                       | Bałki             |      |
| Baschariwka              | Башарівка        | Башаровка (Bascharowka)             | Baszarówka        |      |
| Batkiw                   | Батьків          | Батьков (Batkow)                    | Batków            |      |
| Besodnja                 | Безодня          | Безодня (Besodnja)                  | Bezodnia          |      |
| Buhajiwka                | Бугаївка         | Бугаёвка (Bugajowka)                | Buhajówka         |      |
| Druschba                 | Дружба           | Дружба                              | Drańcza Polska    |      |
| Haji-Lewjatynski         | Гаї-Лев'ятинські | Гаи-Левятинские (Gai-Lewjatinskije) | Gaje Lewiatyńskie |      |
| Kasmiri                  | Казмірі          | Казмири (Kasmiri)                   | Kaźmiry           |      |
| Kopani                   | Копані           | Копани                              | Kopanie           |      |
| Kruky                    | Круки            | Круки (Kruki)                       | Kruki             |      |
| Lewjatyn                 | Лев'ятин         | Левятин (Lewjatin)                  | Lewiatyn          |      |
| Mali Hajky               | Малі Гайки       | Малые Гайки (Malyje Gaiki)          | Gaje Małe         |      |
| Nemyriwka                | Немирівка        | Немировка (Nemirowka)               | Niemirówka        |      |
| Nowoukrajinske           | Новоукраїнське   | Новоукраинское (Nowoukrainskoje)    | Drańcza Ruska     |      |
| Oparypsy                 | Опарипси         | Опарипсы (Oparipsy)                 | Oparypsy          |      |
| Perenjatyn               | Перенятин        | Перенятин (Perenjatin)              | Pereniatyn        |      |
| Pidlypky                 | Підлипки         | Подлипки (Podlipki)                 | Podlipki          |      |
| Pidsamtsche              | Підзамче         | Подзамче (Podsamtsche)              | Podzamcze         |      |
| Prysky                   | Приски           | Приски (Priski)                     | Pryski            |      |
| Sestrjatyn               | Сестрятин        | Сестрятин (Sestrjatin)              | Siestratyn        |      |
| Staryky                  | Старики          | Старики (Stariki)                   | Staryki           |      |
| Stojaniwka               | Стоянівка        | Стояновка (Stojanowka)              | Stojanówka        |      |

## Persönlichkeiten
- Honoré de Balzac (1799–1850) reiste zwischen 1847 und 1850 öfter durch Radywyliw und war mit dem russischen Zollaufseher Hackel befreundet.
- Die ukrainische Schriftstellerin Lessja Ukrajinka (1871–1913) besuchte 1891, 1893 und 1895 Radywyliw.
- Der jüdische Kaufmann und Mäzen Moisej Jakimowitsch Ginsburg (1851–1936) wurde in Radywyliw geboren. Trotz seines großen wirtschaftlichen Erfolgs als Großhändler blieb er seinem Heimatort verbunden.
- Amir Gilboa (1917–1984), israelischer hebräischer Dichter, wurde in Radywyliw geboren